# Sneaky Pete
Sneaky Pete est une série télévisée américaine en trente épisodes d'environ 50 minutes créée par Bryan Cranston et David Shore. Le pilote est disponible depuis le 7 août 2015 sur Prime Video. Le reste de la saison a été commandé le 2 septembre 2015 et diffusée entre le 13 janvier 2017 et le 10 mai 2019.

## Synopsis
Pour échapper à ses débiteurs, Marius, arnaqueur récurrent, prend l’identité de son compagnon de cellule, Pete, dès sa sortie de prison. Il intègre alors la famille de Pete qui ne l’avait pas vu depuis deux décennies. Marius se retrouve ensuite à travailler dans l’entreprise de prêt de la famille de Pete pour des criminels libérés sous caution. Chaque saison dévoile les péripéties de nouvelles arnaques, enchaînées la plupart du temps pour alimenter celle entamée.

## Distribution

### Acteurs principaux
- Giovanni Ribisi (VF : Damien Witecka) : Pete / Marius
- Marin Ireland (VF : Ingrid Donnadieu) : Julia
- Margo Martindale (VF : Coco Noël) : Audrey
- Shane McRae (en) (VF : François Santucci) : Taylor
- Libe Barer (en) (VF : Alexia Papineschi) : Carly
- Peter Gerety (VF : Patrick Raynal) : Otto Bernhard
- Michael Drayer (VF : Jean Rieffel) : Eddie Josipovic
- Bryan Cranston (VF : Jean-Louis Faure) : Vince

### Acteurs récurrents
- Alison Wright (VF : Ivana Coppola) : Marjorie
- Mike Houston (VF : Sylvain Lemarié) : Dennis
- Jeté Laurence (VF : Kaycie Chase) : Ellen
- Victor Williams (VF : Asto Montcho) : Richard
- Karolina Wydra (VF : Caroline Victoria) : Karolina
- Jacob Pitts (VF : Jérôme Pauwels) : Lance Lord
- Jay O. Sanders (VF : Jean-François Aupied) : Sam
- Michael O'Keefe (VF : Patrick Béthune) : inspecteur Winslow
- Virginia Kull (VF : Agnès Cirasse) : Katie Boyd
- Brad William Henke (VF : Frédéric Souterelle) : Brendon Boyd
- Justine Cotsonas (en) (VF : Audrey Sablé) : Shannon
- Pej Vahdat (VF : Xavier Thiam) : Kumar Mukherjee
- René Ifrah (VF : Guillaume Bourboulon) : Wali
- Malcolm-Jamal Warner (VF : Daniel Lobé) : James Bagwell
- Max Darwin (VF : Cédric Barbereau) : Tate
- Chaske Spencer (VF : Tristan Le Doze) : Chayton Dockery
- Jeffrey De Serrano (VF : Nicolas Justamon) : Aywamat
- Jasmine Carmichael (VF : Lisa Spurio) : Gina
- Terry Serpico (VF : Cyrille Monge) : Hopper
- Ben Vereen (VF : Thierry Desroses) : Porter
- Patrick J. Adams : Stefan Kilbane[2] (saison 3, épisodes 4 à 8)
- Chad Lindberg : Randy Hellman[3] (saison 3, épisodes 6 et 7)

- Version française
  - Société de doublage : Deluxe Media Paris[4],[5]
  - Direction artistique : Isabelle Leprince[4],[5]
  - Adaptation des dialogues : Jérôme Pauwels[4] et Michel Mella[5]

 Source et légende : version française (VF) sur RS Doublage et Doublage Séries Database

## Production
La série a été initialement développée par Sony Pictures Television pour le réseau CBS, qui a commandé un pilote le 30 janvier 2015 à Bryan Cranston et David Shore,.
La série a été rachetée par Amazon Studios et SPT en mai 2015 lors des « Upfronts » (le moment de l'année où les cinq grands networks américains font leurs annonces).
Le pilote, réalisé par Seth Gordon et écrit par David Shore, a été mis en ligne le 7 août 2015 sur Amazon. La saison complète a été commandée par Amazon le 2 septembre 2015.
Bryan Cranston, l'interprète du héros de Breaking Bad, est pour la première fois coproducteur d’une série. Dans le pilote (puis dans la première saison) il fait apparition dans la peau de Vince, le débiteur de Marius.
Le 20 janvier 2017, Amazon a annoncé que Sneaky Pete avait été renouvelé pour une deuxième saison qui est sortie le 9 mars 2018.
Le 28 juillet 2018, Amazon a annoncé que Sneaky Pete avait été renouvelé pour une troisième saison qui est sortie le 10 mai 2019.
Le 4 juin 2019, Amazon Prime Video a décidé d'annuler la série.

## Épisodes

### Première saison (2015-2017)
1. Nuances de vert (Pilot)
2. Les Rublis (Safe)
3. 14 h Pile (Mr. Success)
4. Jour de paie (The Fury)
5. Sam (Sam)
6. Le Coyote a toujours faim (Coyote Is Always Hungry)
7. Lieutenant Bernhardt (Lieutenant Bernhardt)
8. Arnaqueur arnaqué (The Roll Over)
9. Contre la montre (The Turn)
10. Valet de pique (The Longest Day)

### Deuxième saison (2018)
Elle a été mise en ligne le 9 mars 2018.
1. Sinistre chambre (The Sinister Hotel Room Mystery)
2. La Petite Évasion (Inside Out)
3. En cavale (Man on the Run)
4. Trop voyant (Maggie)
5. La Tour (The Tower)
6. 11 Millions de raisons de ne pas rentrer (11 Million Reasons You Can't Go Home Again)
7. Taxidermie (The Reluctant Taxidermist)
8. La Vision (Marius Josipovic)
9. Le Bison (Buffalo Soldiers)
10. Pour solde de tout compte (Switch)

### Troisième saison (2019)
Elle a été mise en ligne le 10 mai 2019.
1. Montagnes russes (The Double Up and Back)
2. Le Huckleberry Jones (The Huckleberry Jones)
3. DRC 1937 (The Stamford Trust Fall)
4. Ambivalence (The Vermont Victim and the Bakersfield Hustle)
5. L'Homme invisible (The Invisible Man)
6. L'Échange californien (The California Split)
7. La Sadie Jones (The Little Sister)
8. L'Arnaqueur arnaqué (The Sunshine Switcheroo)
9. Le masque tombe (The Mask Drop)
10. Nous ne sommes pas des criminels (The Brooklyn Potash)